# Francesco Cornaro
Francesco Cornaro, död 1656, var en venetiansk doge. Han var regerande doge av Venedig 1656–1656. 